# Флокс

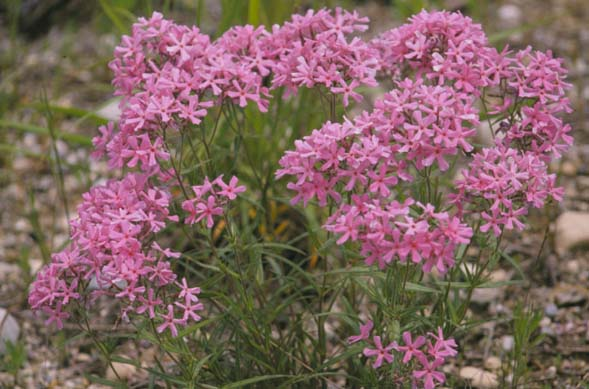
Phlox pilosa

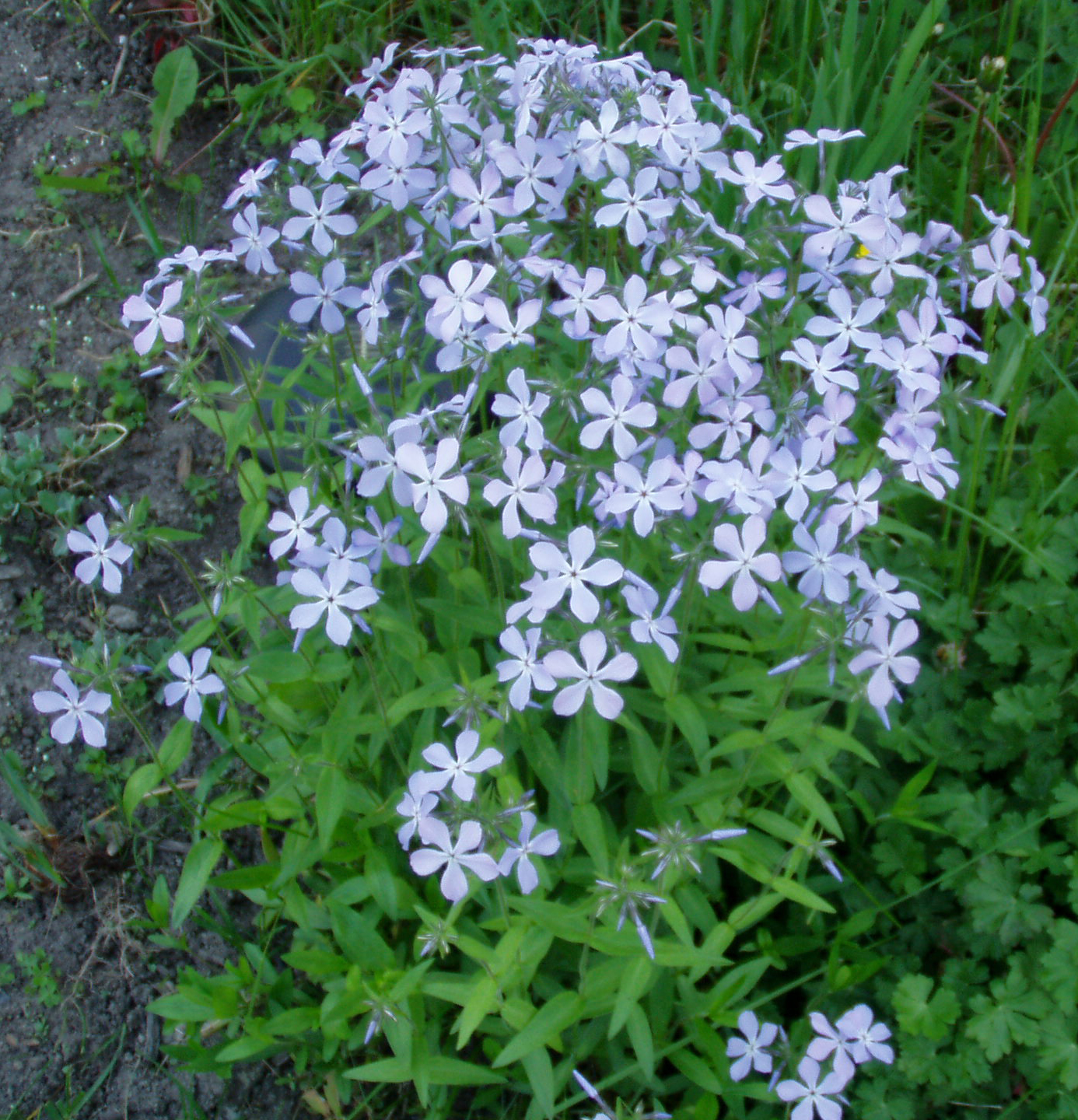
Phlox divaricata

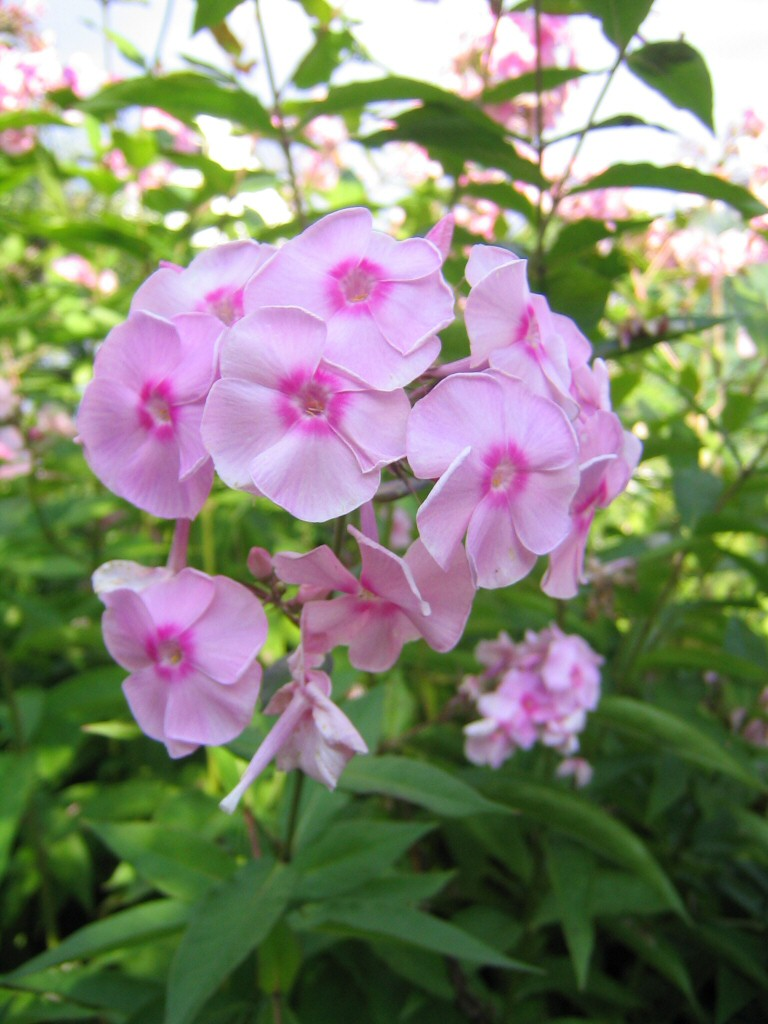
Phlox paniculata

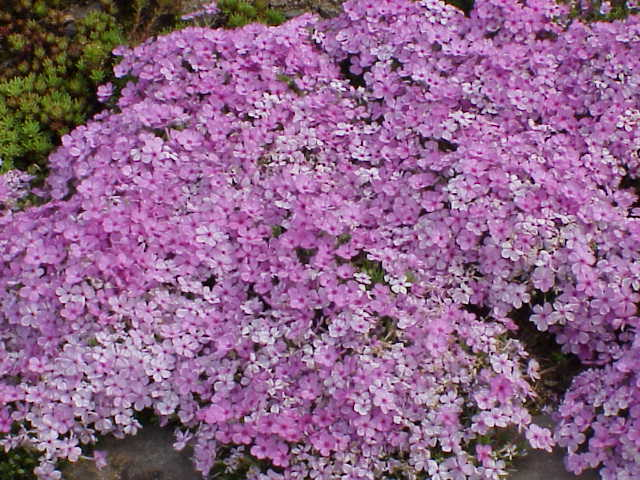
Phlox douglasii

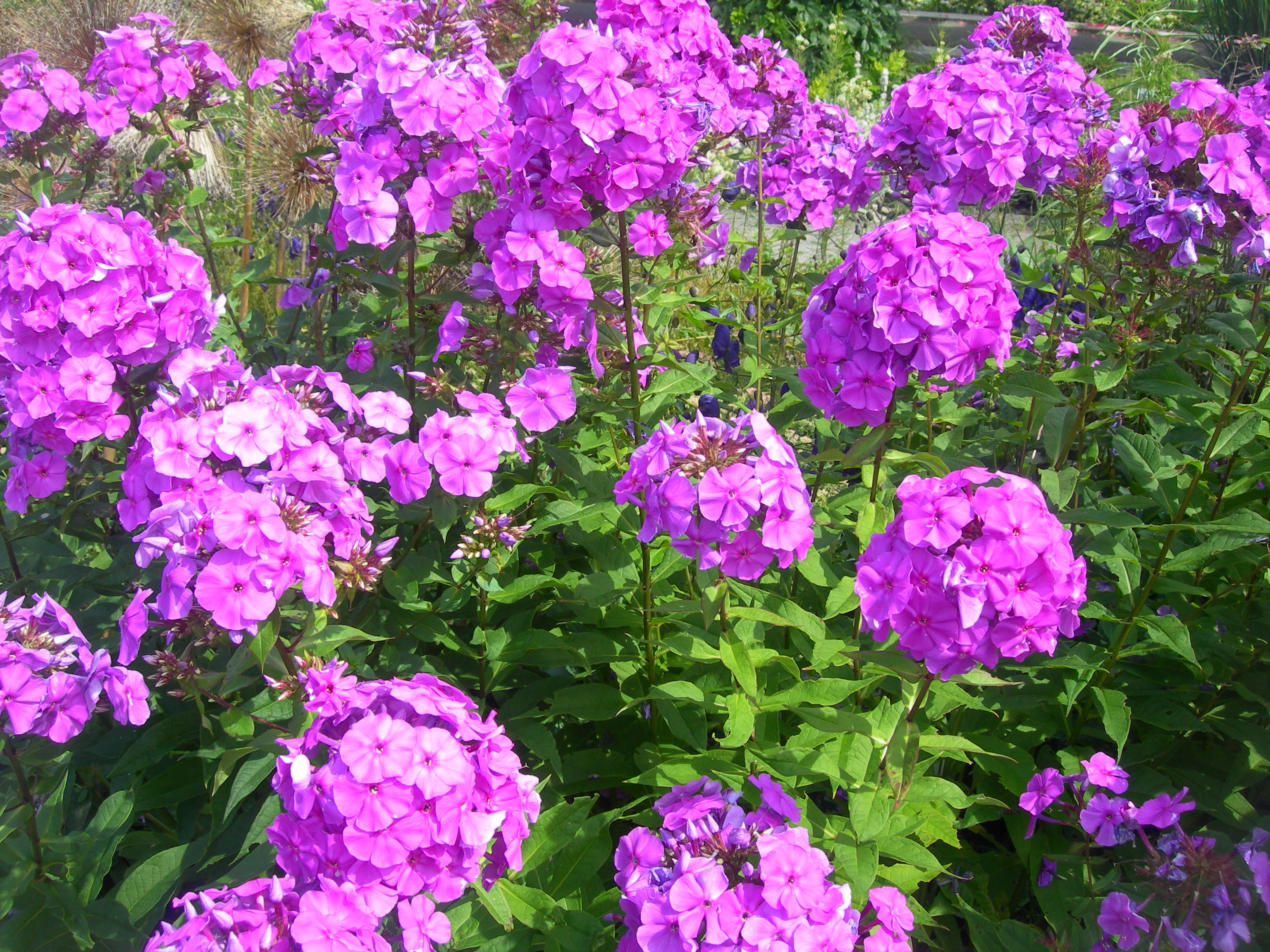
Phlox paniculata

Флокс (лат. Phlox) — рід красивоквітнучих трав'янистих рослин родини синюхові (Polemoniaceae). Включає близько 70 видів. У культурі — близько 40 видів; у Європі деякі з них були введені у культуру вже у середині XVIII століття.
У перекладі з грецької φλόξ — «полум'я». Цю назву у 1737 році дав роду Карл Лінней, мабуть, за яскраві червоні квітки деяких диких високорослих флоксів.

## Поширення
Більшість видів — багаторічні та однорічні рослини та напівчагарники, поширені переважно у Північній Америці.

## Ботанічний опис
Всі види флокса, крім флокса Друммонда (Phlox drummondi Hook.), — Багаторічні рослини.
Стебла прямостоячі, висхідні або повзучі, від 10-20 см до 120-150 см заввишки.
Листки суцільнокрайні, сидячі, розташовані супротивно, ланцетні, овально-ланцетні, яйцеподібно-подовжені.
Квітки трубчасто-лійкоподібної форми, запашні, невеликого розміру (не більше як 3-4 см в діаметрі), але у суцвітті їх може бути до 90 штук. Пелюсток п'ять, вони відігнуті під прямим або майже прямим кутом до трубки, утворюючи плоский віночок різної форми — колесоподібний, зірчастий, виїмчастий, глибоко розсічений, блюдцеподібний і т. Д. Квітка має одну маточку та п'ять тичинок. Забарвлення віночка дуже різне — від чисто-білого й білого з очками, штрихами, крапками, тінями до малиново-червоно-пурпурового та темно-пурпурно-фіолетового. Квітки зазвичай зібрані у складні суцвіття, що знаходяться на кінцях пагонів, — тирси (тобто головні осі суцвіть наростають моноподіально, а бічні суцвіття, що відходять від головної осі, — симподіально).
Плід — овальна коробочка. В одному грамі насіння міститься від 70 штук у багаторічних видів до 550 штук в однорічних.

## Склад роду
Повний список видів (69 вид) та інфравидових таксонів роду Флокс за інформацією сайту Germplasm Resources Information Network (GRIN):
- Phlox aculeata A.Nelson (sect. Pulvinatae)
- Phlox adsurgens Torr. ex A.Gray (sect. Phlox)
- Phlox albomarginata M.E.Jones (sect. Pulvinatae)
  - Phlox albomarginata subsp. albomarginata (sect. Pulvinatae)
  - Phlox albomarginata subsp. diapensioides (Rydb.) Wherry (sect. Pulvinatae)
- Phlox alyssifolia Greene (sect. Pulvinatae)
  - Phlox alyssifolia subsp. alyssifolia (sect. Pulvinatae)
  - Phlox alyssifolia subsp. collina (Rydb.) Wherry (sect. Pulvinatae)
- Phlox amabilis Brand (sect. Phlox)
- Phlox amoena Sims (sect. Divaricatae)
- Phlox amplifolia Britton (sect. Phlox)
- Phlox andicola Nutt. ex A.Gray (sect. Pulvinatae)
  - Phlox andicola subsp. andicola (sect. Pulvinatae)
  - Phlox andicola subsp. parvula Wherry (sect. Pulvinatae)
- Phlox austromontana Coville (sect. Pulvinatae)
- Phlox bifida L.C.Beck (sect. Phlox)
- Phlox bryoides Nutt. — Флокс моховий (sect. Pulvinatae)
- Phlox buckleyi Wherry (sect. Phlox)
- Phlox caespitosa Nutt. (sect. Pulvinatae)
- Phlox carolina L. — Флокс каролінський (sect. Phlox)
- Phlox caryophylla Wherry (sect. Phlox)
- Phlox cluteana A.Nelson (sect. Phlox)
- Phlox colubrina Wherry & Constance (sect. Divaricatae)
- Phlox condensata (A.Gray) E.E.Nelson (sect. Pulvinatae)
- Phlox cuspidata Scheele (sect. Divaricatae)
  - Phlox cuspidata var. cuspidata (sect. Divaricatae)
  - Phlox cuspidata var. grandiflora Whitehouse (sect. Divaricatae)
  - Phlox cuspidata var. humilis Whitehouse (sect. Divaricatae)
- Phlox diffusa Benth. (sect. Pulvinatae)
- Phlox dispersa Sharsm. (sect. Pulvinatae)
- Phlox divaricata L. (sect. Divaricatae)
  - Phlox divaricata subsp. divaricata (sect. Divaricatae)
  - Phlox divaricata subsp. laphamii (Alph.Wood) Wherry (sect. Divaricatae)
- Phlox dolichantha A.Gray (sect. Phlox)
- Phlox douglasii Hook. — Флокс Дугласа (sect. Pulvinatae)
  - Phlox douglasii subsp. douglasii (sect. Pulvinatae)
  - Phlox douglasii subsp. rigida (Benth.) Wherry (sect. Pulvinatae)
- Phlox drummondii Hook. типовий — Флокс Друммонда (sect. Divaricatae)
  - Phlox drummondii subsp. drummondii (sect. Divaricatae)
  - Phlox drummondii subsp. johnstonii (Wherry) Wherry (sect. Divaricatae)
  - Phlox drummondii subsp. mcallisterii (Whitehouse) Wherry (sect. Divaricatae)
  - Phlox drummondii subsp. tharpii (Whitehouse) Wherry (sect. Divaricatae)
  - Phlox drummondii subsp. wilcoxiana (Bogusch) Wherry (sect. Divaricatae)
- Phlox floridana Benth. — Флокс флоридський (sect. Divaricatae)
- Phlox glaberrima L. — Флокс гладкий (sect. Phlox)
- Phlox glabriflora (Brand) Whitehouse (sect. Divaricatae)
  - Phlox glabriflora subsp. glabriflora (sect. Divaricatae)
  - Phlox glabriflora subsp. littoralis (Cory) Wherry (sect. Divaricatae)
- Phlox gladiformis (M.E.Jones) E.E.Nelson (sect. Pulvinatae)
- Phlox gracilis (Hook.) Greene
- Phlox grayi Wooton & Standl. — Флокс Грея (sect. Phlox)
- Phlox griseola Wherry (sect. Pulvinatae)
  - Phlox griseola subsp. griseola (sect. Pulvinatae)
  - Phlox griseola subsp. tumulosa (Wherry) Wherry (sect. Pulvinatae)
- Phlox hendersonii (E.E.Nelson) Cronquist (sect. Pulvinatae)
- Phlox hirsuta E.E.Nelson (sect. Phlox)
- Phlox hoodii Richardson — Флокс Гуда (sect. Pulvinatae)
  - Phlox hoodii var. canescens (Torr. & A.Gray) M.Peck (sect. Pulvinatae)
  - Phlox hoodii var. hoodii (sect. Pulvinatae)
- Phlox idahonsis Wherry (sect. Phlox)
- Phlox jonesii Wherry (sect. Pulvinatae)
- Phlox kelseyi Britton (sect. Pulvinatae)
  - Phlox kelseyi var. kelseyi (sect. Pulvinatae)
  - Phlox kelseyi var. missoulensis (Wherry) Cronquist (sect. Pulvinatae)
- Phlox longifolia Nutt. (sect. Phlox)
- Phlox longipilosa Waterf. (sect. Divaricatae)
- Phlox maculata L. — Флокс плямистий (sect. Phlox)
- Phlox mesoleuca Greene (sect. Divaricatae)
- Phlox mexicana Wherry — Флокс мексиканский (sect. Divaricatae)
- Phlox mollis Wherry (sect. Pulvinatae)
- Phlox multiflora A.Nelson — Флокс багатоквітковий (sect. Pulvinatae)
  - Phlox multiflora subsp. depressa (E.E.Nelson) Wherry (sect. Pulvinatae)
  - Phlox multiflora subsp. multiflora (sect. Pulvinatae)
  - Phlox multiflora subsp. patula (A.Nelson) Wherry (sect. Pulvinatae)
- Phlox muscoides Nutt. (sect. Pulvinatae)
- Phlox nana Nutt. — Флокс карликовий (sect. Divaricatae)
- Phlox nivalis Lodd. et al. — Флокс сніжний (sect. Divaricatae)
  - Phlox nivalis subsp. nivalis (sect. Divaricatae)
  - Phlox nivalis subsp. texensis Lundell (sect. Divaricatae)
- Phlox oklahomensis Wherry — Флокс оклахомський (sect. Divaricatae)
- Phlox ovata L. — Флокс овальний (sect. Phlox)
- Phlox paniculata L. (sect. Phlox)
- Phlox pattersonii Prather (sect. Divaricatae)
- Phlox peckii Wherry (sect. Pulvinatae)
- Phlox pilosa L. — Флокс волосистий (sect. Divaricatae)
  - Phlox pilosa subsp. detonsa (A.Gray) Wherry (sect. Divaricatae)
  - Phlox pilosa subsp. fulgida (Wherry) Wherry (sect. Divaricatae)
  - Phlox pilosa subsp. latisepala Wherry (sect. Divaricatae)
  - Phlox pilosa subsp. ozarkana (Wherry) Wherry (sect. Divaricatae)
  - Phlox pilosa subsp. pilosa (sect. Divaricatae)
  - Phlox pilosa subsp. pulcherrima Lundell (sect. Divaricatae)
  - Phlox pilosa subsp. riparia Wherry (sect. Divaricatae)
- Phlox pulchra (Wherry) Wherry (sect. Phlox)
- Phlox pulvinata (Wherry) Cronquist (sect. Pulvinatae)
- Phlox richardsonii Hook. — Флокс Річардсона (sect. Pulvinatae)
  - Phlox richardsonii subsp. alaskensis (Jordal) Wherry (sect. Pulvinatae)
  - Phlox richardsonii subsp. richardsonii (sect. Pulvinatae)
- Phlox roemeriana Scheele (sect. Divaricatae)
- Phlox sibirica L. — Флокс сибірський (sect. Pulvinatae)
- Phlox speciosa Pursh — Флокс особливий (sect. Divaricatae)
  - Phlox speciosa subsp. nitida (Suksd.) Wherry (sect. Divaricatae)
  - Phlox speciosa subsp. occidentalis (T.Durand) Wherry (sect. Divaricatae)
  - Phlox speciosa subsp. speciosa (sect. Divaricatae)
- Phlox stansburyi (Torr.) A.Heller (sect. Phlox)
- Phlox stolonifera Sims — Флокс повзучий (sect. Phlox)
- Phlox subulata L. — Флокс шилоподібний (sect. Phlox)
- Phlox superba Brand (sect. Phlox)
- Phlox tenuifolia E.E.Nelson (sect. Divaricatae)
- Phlox triovulata Thurb. ex Torr. (sect. Divaricatae)
- Phlox variabilis Brand (sect. Pulvinatae)
  - Phlox variabilis subsp. nudata Wherry (sect. Pulvinatae)
  - Phlox variabilis subsp. variabilis (sect. Pulvinatae)
- Phlox viscida E.E.Nelson (sect. Phlox)
- Phlox woodhousii (A.Gray) E.E.Nelson — Флокс Вудхауса (sect. Divaricatae)